# Barbara Henneberger
Barbara Henneberger, född den 4 oktober 1940 i Oberstaufen, död 12 april 1964, var en tysk alpin skidåkare.
Henneberger blev olympisk bronsmedaljör i slalom vid vinterspelen 1960 i Squaw Valley.